# 弗洛里達區 (秘魯)
5°50′S 77°55′W / 5.833°S 77.917°W
弗洛里達區（西班牙語：Distrito de Florida）是秘魯的一個區，位於該國北部亞馬遜大區的邦加拉省，始建於1933年11月3日，面積203.2平方公里，2005年人口5,238，人口密度每平方公里25.8人。